# الحلف الهابسبورغي الصفوي

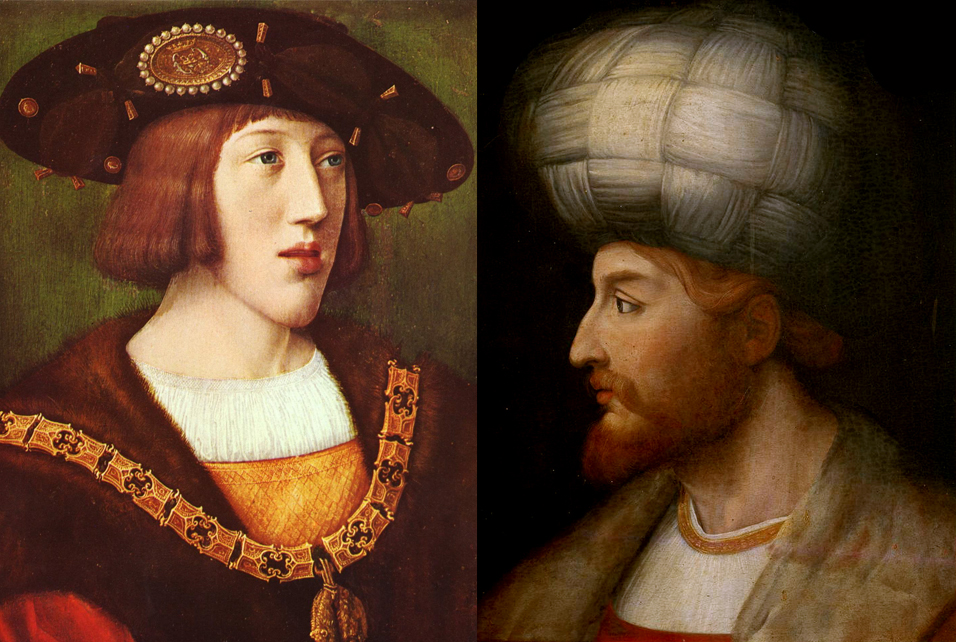
إسماعيل الصفوي وشارل الخامس والحلف ضد العثمانيين

الحلف الهابسبورغي الصفوي أو الحلف النمساوي الصفوي أو حلف هابسبورغ-الدولة الصفوية هو حلف تشكل بين الدولة الصفوية وملكية هابسبورغ وقد بدأت محاولات تشكيل التحالف ضد الدولة العثمانية، أول الأمر من قبل شارل الخامس والشاه إسماعيل الصفوي في 1516-1519. وقد حاول تحالف هابسبورغ الفرس تحقيق نجاح وإلى حد ما حقق تقدما في القرن 16 بين إمبراطورية هابسبورغ النمساوية والدولة الصفوية في الصراع المشترك ضد الدولة العثمانية.

## الاتصالات الأولى
في عهد الشاه الصفوي إسماعيل، وقعت بينه تبادلات مع شارل الخامس إمبراطور النمسا، وودفيغ الثاني من المجر في ضوء التحالف بينهم ضد الأتراك. أرسل ملك إسبانيا كارلوس الأول مبعوثا لاقتراح تحالف مع شاه إيران بين 1516 و1519. أيضا في عام 1516، أرسل لودفيغ الثاني الراهب الماروني من قبله باسم بيتروس دي مونتي ليبانو مع نفس المهمة.
لم يتم الحفاظ على الرد على هذه الرسائل، ولكن في عام 1523 أرسل الشاه إسماعيل رسالة باللاتينية لشارل الخامس لتنسيق العمليات العسكرية ضد العدو المشترك العثماني، مرة أخرى باستخدام بيتروس مونتي ليبانو مبعوثا. زار المبعوثون كارلوس الأول في بورغوس مارس 1524 «لطلب تحالف ضد الأتراك». ومع ذلك لم يبدو شيء ملموس قد خرج من هذه التبادلات الأولى. قبِل كارلوس التحالف من حيث المبدأ، ولكن وفاة الشاه إسماعيل عام 1524 أبطلت فعالية الاتفاق.

## الحروب العثمانية الصفوية
وأخيرا، في 18 فبراير 1529، شارل الخامس، وإذ يثير جزعه الشديد التقدم العثماني نحو فيينا، أرسل رسالة مرة أخرى من توليدو إلى الشاه إسماعيل، الذي توفي عام 1524 وكان قد تم حل محله شاه طهماسب، يتوسل للتعاون العسكري. وكان سفيرا للشاه الفارس القديس يوحنا دي بالبي، وقدم تحالف معه محققا الهدف المتمثل في جعل الهجوم على الدولة العثمانية في الغرب والشرق خلال السنة التالية. ورد طهماسب أيضا معربا عن «الصداقة» للإمبراطور. وهكذا تم اتخاذ قرار لمهاجمة الدولة العثمانية على الجبهتين، ولكن أخذ بالبي أكثر من سنة واحدة للعودة إلى الإمبراطورية الفارسية، وبحلول ذلك الوقت كان الوضع قد تغير في بلاد فارس، واضطر لصنع السلام مع الدولة العثمانية بسبب تمرد من الأوزبك داخل دولته.
في الوقت نفسه تقريبا، تم إرسال مبعوثين أيضا إلى بلاد فارس من قبل الملك فرديناند، في شخص بيترو دا نيغرو وسيمون دي ليلس، دون نجاح في مهمته. وتم إرسال سفارات أخرى في 1532 و1533. كانت هذه التبادلات فعالة حيث تبعت بالحرب العثمانية الصفوية الطويلة (1532-1555). ومنذ ذلك الوقت، كلما أطلق العثمانيين حملة أوروبية، فإنهم يتعرضون للهجوم من قبل الفرس على حدودهم الشرقية، مما اضطر سليمان القانوني للعودة بسرعة إلى عاصمة.
وفي الوقت نفسه، الملك فرانسيس الأول ملك فرنسا، العدو لهابسبورغ، وسليمان القانوني أحرزوا تقدما بخصوص التحالف الفرنسي العثماني، رسميا في 1536، التي من شأنه موازنة التهديد هابسبورغ. في عام 1547، عندما هاجم سليمان القانوني بلاد فارس، وأرسلت فرنسا له السفير غابرييل دي لوتيه لمرافقته في حملته. وكان غابرييل دي لوتيه قادر على إعطاءه المشورة العسكرية الحاسمة لسليمان، كما هو الحال عندما نصحه بمكان تنصيب المدفعية خلال الحصار فان.

## محاولات أخرى
دخل الفرس في صراع مع الدولة العثمانية في خمس مناسبات في الحروب العثمانية الفارسية، وتم إضعاف الدولة العثمانية بشكل كبير في كل مرة، وفتح جبهة ثانية على نحو فعال عندما كانت الدولة العثمانية في الصراع في أوروبا، بالإضافة إلى جبهة هابسبورغ في أوروبا. كان مصدر ارتياح كبير لهابسبورغ، وبدا واضحا فعالية ودهاء تحالف هابسبورغ-الفرس القديم.
بعد فترة من المتاعب في بلاد فارس، استؤنفت الاتصالات بين النمسا وبلاد فارس سنة 1593 عندما أرسل الإمبراطور رودولف الثاني من براغ رسالة إلى الشاه عباس من خلال الوزير الفارسي في موسكو. وقد بذل مزيد من الجهود نحو تحالف جديد أيضا إنجليزي مغامر أنتوني شيرلي الذي كان يتصرف كوسيط. كان هناك العديد من الجهود الدبلوماسية الغاية منها التحالف ضد العثمانيين استمرت في القرن 17 ، وخاصة مع السفارة الفارسية الاولى إلى أوروبا (1599-1602) والسفارة الفارسية الثانية إلى أوروبا (1609-1615).